# 阿尔夫·奥宁
阿尔夫·奥宁（挪威語：Alf Aanning，1896年2月10日—1948年2月8日），挪威男子竞技体操运动员。他曾代表挪威获得1920年夏季奥运会体操比赛男子团体自由式银牌。他于1948年在奥勒松去世。